# ナヴァポラツク
ナヴァポラツク（ベラルーシ語: Наваполацк [n̪äväˈpɔɫ̪ät̻͡s̪k], Navapołack (ワチンカ）は、ベラルーシのヴィーツェプスク州の都市である。ロシア語の表記はノヴォポロツク（ロシア語: Новополоцк [n̪əvɐˈpo̞ɫ̪ət̻͡s̪k], Novopolotsk）。1958年に建設された。ポラツクから北西12キロメートル離れた場所に位置し、「新しいポラツク」を意味する名前が付けられた。都市の名前は文字通り「新しいポラツク」を意味するだけでなく、町の建設に参加した若者への敬意も表わされている。

## 歴史
ナヴァポラツクは西ドヴィナ川に沿って建てられた。町が存在する場所にはもともと30の村が存在していたが、それらの村を廃止して石油化学工業の拠点となる新たな町が建設された。
ヨーロッパ最大の石油精製所を建設する目的を達成するため、1958年より町の建設が迅速かつ綿密に進められた。建設中の町には熱狂的な国家の支持者が集まり、彼らの多くに社会主義労働英雄が授与された。若者が中心となって建設された町であるため、目を惹くような華美な建物は見当たらないものの、彼らの熱意は町の建設の大きな力となった。

## 産業
ナヴァポラツクは古い村落と不便な沼地がある場所に建設された都市であるが、ベラルーシ北西の国境に近く、町で生産された製品を西側諸国の主要企業に輸出することを見越して建てられた。
製油所を操業するナフタンのほか、化学工業のポリミール、石油パイプラインのドルージバなど、ベラルーシ経済の根幹を支える企業がナヴァポラツクに置かれている。ポリミールは、ベラルーシで最初にポリエチレンを製造した企業である。

## スポーツ
ナヴァポラツクはバンディのベラルーシ代表チームに数人の選手を送り出している。ナヴァポラツク出身のDaniil Garnitskyはベラルーシバンディ連盟の会長を務めた。ほか、バイアスロン選手のスヴェトラナ・パラミグイナ、ハンマー投選手のイゴール・アスタプコビッチもこの町の出身である。
ナヴァポラツクを拠点とするプロスポーツチームは、ベラルーシ・エクストラリーグのKhimik-SKA Novopolotsk、サッカークラブのFCナフタン・ナヴァポラツクがある。

## 文化
市内にはナヴァポラツク州立音楽大学、美術学校、図書館などのいくつかの文化施設や音楽学校、ナヴァポラツク歴史文化博物館が置かれている。ナヴァポラツク歴史文化博物館の見どころとして、建物だけでなく電車や線路も再現されたナヴァポラツクの町の模型がある。
ナヴァポラツクには歴史的な価値がある遺跡や遺物はなく観光名所とは言いがたいが、詩人のペトルーシ・ブロフカは町そのものが「60年代の人々による壮大な記念碑」であると表現した。ナヴァポラツクの建設に携わった労働者が初めてテントを設置した場所には銅製の記念碑が建てられ、建設者たちの偉業を後世の人間に伝えている。1963年2月9日にナヴァポラツクで最初に生産されたガソリンは、フラスコに入れられたまま博物館に保管されており、博物館の近くには町の開拓に使われた掘削機のバケツが展示されている。
町では毎年国際童謡フェスティバルが開催されているほか、国際的な賞を授与されたアカペラ音楽グループが活動している。

## 国際関係
ナヴァポラツクは下記の都市と姉妹都市協定を締結している。過去にはポーランドのプウォツクとも姉妹都市協定を結んでいたが、ベラルーシが2022年のロシアのウクライナ侵攻に関与しているため、同年3月にプウォツクはナヴァポラツクとの姉妹都市協定を解消した。
- ショファイユ（フランス語版）(フランス)
- ドミトロフスキー地区（ロシア語版）(ロシア)
- エレクトロスタリ(ロシア)
- ジヴォール（フランス語版）(フランス)
- クルシェヴァツ(セルビア)
- クストヴォ(ロシア)
- クルスク(ロシア)
- ルドザ基礎自治体（en）(ラトビア)
- マジェイケイ地区自治体(en)(リトアニア)
- オジンツォボ(ロシア)
- オレホヴォ＝ズエヴォ(ロシア)
- オストロヴィエツ・シフィェンティクシスキ（英語版）(ポーランド)
- パンテレイ（英語版）(セルビア)
- パヴロフスク(ロシア)
- プーシキン(ロシア)
- スカドフスク(ウクライナ)
- スミルテネ基礎自治体(en)(ラトビア)
- ヴェンツピルス(ラトビア)